# Simulium semushini
Simulium semushini is een muggensoort uit de familie van de kriebelmuggen (Simuliidae). De wetenschappelijke naam van de soort is voor het eerst geldig gepubliceerd in 1992 door Usova & Zinchenko.